# Steel Wheels
Steel Wheels — 19 студійний альбом гурту The Rolling Stones, представлений 29 серпня 1989 року на власному лейблі гурту. Цей диск став поверненням «Роллінгів» у шоу-бізнес після декількох років сварок у середині колективу. Платівка ознаменувала нормалізацію стосунків Міка Джаггера і Кіта Річардса, повернення до більш класичного стилю музики і запуск найбільшого світового турне гурту на той момент. Альбом став останньою студійною роботою бас-гітариста Білла Ваймена, оскільки він покинув гурт у січні 1993 року. Останнім записаним матеріалом із Вайменом стали дві пісні, видані на концертному альбомі Flashpoint 1991 року.

## Список композицій
| #     | Назва                   | Тривалість |
| ----- | ----------------------- | ---------- |
| 1.    | «Sad Sad Sad»           | 3:35       |
| 2.    | «Mixed Emotions»        | 4:39       |
| 3.    | «Terrifying»            | 4:53       |
| 4.    | «Hold On to Your Hat»   | 3:32       |
| 5.    | «Hearts for Sale»       | 4:40       |
| 6.    | «Blinded by Love»       | 4:37       |
| 7.    | «Rock and a Hard Place» | 5:25       |
| 8.    | «Can't Be Seen»         | 4:10       |
| 9.    | «Almost Hear You Sigh»  | 4:37       |
| 10.   | «Continental Drift»     | 5:14       |
| 11.   | «Break the Spell»       | 3:07       |
| 12.   | «Slipping Away»         | 4:30       |
| 53:03 |                         |            |